# Butiksinredning

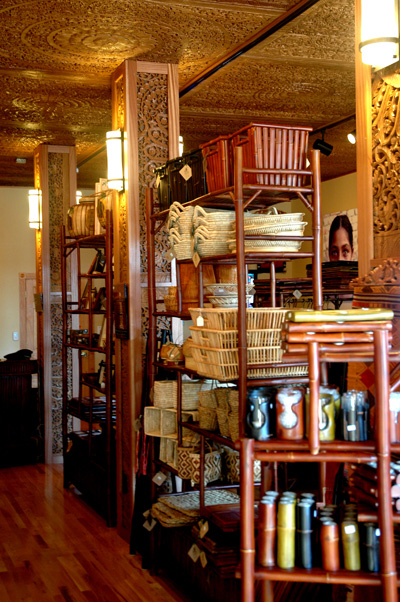
Butiksinredning av bambu

Butiksinredning är den inredning som finns i en butik, i form av hyllor, diskar, ställ för varor och liknande. Olika material såsom, metall, trä och plast kan med fördel användas då det är slitstarka material som klarar de påfrestningar som är i offentliga miljöer.
Butiksinredningar är antingen specialbyggda för butiken eller plockade från ett standardsortiment som passar de flesta butikstyper. 